# Hermann von Richthofen
Hermann Freiherr von Richthofen (Breslávia, 20 de novembro de 1933 - Berlim, 17 de julho de 2021) foi um diplomata alemão.
Foi embaixador da Alemanha no Reino Unido de 1989 a 1993. O seu nome converteu-o em favorito dos meios de comunicação, por ser sobrinho-neto do famoso aviador Manfred von Richthofen, o "Barão Vermelho". Posteriormente foi representante permanente da Alemanha na OTAN, de 1993 a 1998.
Morreu em 17 de julho de 2021, na cidade de Berlim.